# Гетто в Мордах
Гетто в Мордах — еврейское гетто в Мордах, созданное нацистами в период оккупации Польши во время Второй мировой войны. Существовало с 1941 года по 22 августа 1942 года.

## История
После начала Второй мировой войны 8 сентября 1939 года Морды подверглись бомбардировке люфтваффе. Из-за неё особенно пострадали центр города и его восточная часть, где сгорела большая часть домов. Немецкие войска захватили Морды, однако надолго в них не задержались, 22 сентября на их место вошли части Красной Армии. Однако, после подписания 28 сентября договора между СССР и Германией, они покинули Морды, и город вновь оккупировали немецкие войска.

## Гетто
Еврейский совет юденрата был создан в Мордах в сентябре 1939 года по приказу немецких властей. Его возглавил председатель местной еврейской общины Моше Герзон Левенберг. С 1940 года немецкие власти несколько раз взимали крупные выкупы с евреев, которых там проживало около двух тысяч человек. В Морды продолжали прибывать еврейские беженцы. В мае 1940 года — 172 человека из Лодзи, Сельдца и Млавы, в июне — 259 из Лодзи, Калиша, Кракова, Познани. В окрестностях города нацисты создали исправительно-трудовой лагерь, где на осушении болот были вынуждены работать евреи и из других населенных пунктов: Седльца, Соколова и Венгрува. Весной туда прибыли еще пятьсот человек из Варшавы.
После вторжения германских войск на территорию СССР и начала Великой Отечественной войны немцы создали гетто в Мордах. На май 1942 года в нём содержалось 3817 евреев. Гетто не было закрытым — осуществлялась ежедневная торговля с местными поляками. Просьбы юденрата об освобождении евреев от принудительных работ неоднократно удовлетворялись оккупационными властями. С другой стороны, евреев казнили за контрабанду еды в гетто.
В январе 1942 года 15 еврейских мальчиков в возрасте 15 −17 лет свершили побег из исправительно-трудового лагеря и вернулись в гетто в Морды. Когда об этом узнали немцы, в город пришли войска СС с требованием к юденрату выдать беглецов, что и было сделано. Судьба мальчиков осталась неизвестной.
Гетто в Мордах было ликвидировано в субботу — 22 августа 1942 года. Всех узники — около 3 500 человек, были отправлены в Седльце, а оттуда, вместе с евреями из других городов, перевезены лагерь смерти Треблинка. Там они практически все были убиты.
Морды были освобождены Красной Армией в начале 1945 года. После этого около 20 евреев вернулись и поселились в городе. В мае 1945 года 12 вернувшихся евреев, в том числе были убиты польскими партизанами Армии Крайова. После этого погрома немногие выжившие евреи, проживавшие в Мордах, покинули город и переехали в Варшаву.